# Boca a boca
Boca a boca è un film del 1995 diretto da Manuel Gómez Pereira.